# عبد الله الفاضل المهدي
عبد الله الفاضل المهدي (1890 - 18 مايو 1966) كان رجل دولة سودانيًا وشخصية رئيسية في طريق السودان نحو الاستقلال من خلال لعب دور مهم مع مصر في عام 1952، والتي مكّنت السودان من الحكم الذاتي وتقرير المصير. وكان عبد الله عضوا في حزب الأمة القومي. قاوم حكم إبراهيم عبود، وبعد ثورة أكتوبر 1964 خدم في مجلس السيادة السوداني وكان له دور فعال في إنشاء مسجد في القصر الجمهوري. تزوج عبد الله مرتين وشدد على تعليم أبنائه.

## النشأة والتعليم
ولد عبد الله الفاضل المهدي عام 1890م في أم درمان بولاية المهدية. والدته زينب محمد إبراهيم فونج من سلالة سلاطين الفونج. وكان جدها أحد أمراء الفونج عجيب المانجلك الذين سكنوا القطينة. والدته هي فاطمة بنت عبد الرحمن حفيدة المك عجيب المانجلك. هاجرت والدة عبد الله مع الخليفة عبد الله بن محمد، بعد التي أدت إلى وفاة زوجها الفاضل والخليفة محمد شريف. هاجرت إلى الدويم مع أطفالها الثلاثة، ثم توفي ابنها محمد وابنتها بسبب مرض أصابهم. ثم استقرت هي وعبد الله في القطينة وتزوجا.
أكمل عبد الله الخلوة والمدرسة الابتدائية في رعاية خاله سر الختم، وبعد ذلك جاء الإمام عبد الرحمن المهدي (عمه) وأخذه إلى أم درمان. كجزء من جهود الحكومة الإنجليزية المصرية لتشجيع التحاق الأولاد المهديين بالمدارس في أم درمان وود مدني، بالإضافة إلى كلية غردون التذكارية، فقد حصلوا عادةً على القبول مجانًا وتم تزويدهم بالزي المدرسي. لكن في عام 1914، بينما كان عبد الله لا يزال في الصف الثالث بالمدرسة الابتدائية ضمن كلية غردون، أوصى مدير التعليم بنقله. وجاء في توصيته: "أعتقد أن من مصلحة الصبي أن يحول اهتمامه إلى الزراعة وزراعة أراضيه في الجزيرة أبا. شخصيته جيدة جدًا ولكنه ليس ذكيًا. لذلك أقترح إرساله إلى طوكر سيخضع لدورة تعليمية زراعية." أكمل عبد الله تعليمه الثانوي في طوكر.
اهتم عبد الله بالزراعة، وكان له مستشارون مصريون وأجانب، خاصة من إيطاليا، لتطوير الزراعة في السودان. عمل على تطوير العمل الزراعي من خلال استيراد المعدات الزراعية من الخارج.

## الحياة السياسية

### استقلال السودان
ويعتبر عبد الله مهندس اتفاق الرجل الذي قررت فيه مصر البقاء على الحياد ثم تراجعت عنه فيما بعد. ولعبت علاقته الطيبة مع مصر دورا مهما في حصول السودان على كامل حقوقه، خاصة أن الثقة كانت بينه وبين اللواء محمد نجيب.
وفي 19 أكتوبر 1952، تم التوصل إلى اتفاق بين الحكومة المصرية وعبد الله الفاضل المهدي من . أعطت هذه الاتفاقية الضوء الأخضر للسودان لتحقيق الحكم الذاتي بحلول نهاية عام 1952، تليها ممارسة حق تقرير المصير خلال السنوات الثلاث اللاحقة. 
ودعا الاتفاق إلى إنشاء لجنة تتكون من ممثل عن مصر، وممثل عن بريطانيا، وعضوين من السودان، وعضو خامس من دولة محايدة، ربما الهند أو باكستان. وكان الغرض الأساسي لهذه اللجنة هو تقديم التوجيه والمشورة للحاكم العام في أداء واجباته. كما وسعت نطاق الانتخابات المباشرة من خلال تضمين 35 دائرة انتخابية إضافية، مما عزز عملية سياسية أكثر تمثيلا. وبالإضافة إلى ذلك، نص الاتفاق على إنشاء لجنة دولية مكلفة بالإشراف على العمليات الانتخابية داخل السودان، وضمان النزاهة والحياد. وأخيرًا، فقد أرسى الأساس لإنشاء "لجنة السودانة" بهدف محدد هو الإسراع في استبدال الموظفين الأجانب بأفراد سودانيين في مختلف القطاعات، بما في ذلك الإدارة وقوات الشرطة والتعيينات العامة الأخرى. كما تناولت الاتفاقية مياه النيل.

### بعد الاستقلال
كان عبد الله أحد كبار مساعدي الإمام عبد الرحمن المهدي، وعضو اللجنة التنفيذية لحزب الأمة القومي. لقد بنى جسورًا داخل الحركة السياسية والطرق الصوفية ورجال الدين. ورفض فيما بعد تولي إمامة الأنصار رغم استحقاقه لها، وسلمها إلى الصادق المهدي. وفي عام 1962 أسس أول شركة سودانية للمساعدة في الحج.
وكان عبد الله عضوا في المجلس التشريعي السوداني. وكان له دور في مقاومة حكم إبراهيم عبود، مما أدى إلى حادثة المولد النبوي. وساعد فيما بعد في وقف إراقة الدماء بين الأنصار والحكومة مما أدى إلى إطلاق سراح الإمام الصديق المهدي.

#### مجلس السيادة
كان عبد الله عضوا في مجلس السيادة السوداني من 10 يونيو 1965 حتى وفاته في 18 مايو 1966. وجاء المجلس بعد الانتخابات البرلمانية العامة عام 1965، وهي الثالثة في تاريخ السودان، إذ حل محل مجلس سيادي آخر كان يدير شؤون البلاد لفترة انتقالية بعد الإطاحة بحكم الفريق إبراهيم عبود. ويتكون مجلس السيادة هذا من خمسة أعضاء، وتم تعديل أعضائه مرتين. وكان رئيس مجلس السيادة إسماعيل الأزهري. وفي عهد عبد الله، انضم إلى التشكيلة الأولى التي وصلت إلى السلطة اعتباراً من 10 يونيو 1965، وكانت مكونة من إسماعيل الأزهري الحزب الاتحادي الديمقراطي)، وخضر حماد (الاتحادي الديمقراطي)، وعبد الله الفاضل المهدي (NUP)، عبد الحليم محمد (NUP)، ولويجي أدوك بونج جيكوميهو الجبهة الجنوبية) الذي استقال في 14 يونيو 1965 وحل محله فليمون ماجوك.

## الحياة الشخصية والموت
تزوج عبد الله من أم الكرام شريف عام 1914، وأنجبا معًا 8 أبناء منهم كمال، الذي كان وزيرًا للعدل والأشغال العامة عام 1968.  في عام 1936، تزوج من منيرة القباني، وأنجبا معًا 6 أبناء منهم مبارك،  الذي كان وزيرًا للصناعة في عام 1987. حرص عبد الله على تعليم أبنائه في المدارس والجامعات داخل السودان وخارجه.

## روابط خارجية
- Al-Mahdi، Tayeb (18 مايو 2016). السيد عبدالله الفاضل المهدي الرمز والاثر [Mr. Abdullah Al-Fadil Al-Mahdi, the symbol and the impact] (Videotape).